# Tyrone Peachey

a Compétitions nationales et continentales officielles uniquement.

b Matchs officiels uniquement.
Tyrone Peachey, né le 8 août 1991 à Wellington (Australie), est un joueur de rugby à XIII australien évoluant au poste de troisième ligne, de deuxième ligne,de demi d'ouverture, de talonneur, de centre ou d'arrière dans les années 2010. Il fait ses débuts en National Rugby League (« NRL ») avec les Sharks de Cronulla-Sutherland lors de la saison 2013 avant de rejoindre en 2014 les Panthers de Penrith puis en 2019 les Titans de Gold Coast.
Ses bonnes performances et sa polyvalence l'amènent à prendre part au City vs Country Origin avec deux succès en 2016 et 2017, ainsi qu'au State of Origin avec un succès en 2018 avec la Nouvelle-Galles du Sud.

## Biographie
Il est le neveu de David Peachey, ancien international australien de rugby à XIII dans les années 1990.

## Palmarès
- Collectif :
  - Vainqueur du State of Origin : 2018 (Nouvelle-Galles du Sud).
  - Vainqueur du City vs Country Origin : 2016 et 2017 (City ).

### En club

#### Statistiques
| Saison | Club                       | Compétition           | Matchs | Points | Essais | Goals | Drops |
| ------ | -------------------------- | --------------------- | ------ | ------ | ------ | ----- | ----- |
| 2013   | Cronulla-Sutherland Sharks | National Rugby League | 7      | 4      | 1      | -     | -     |
| 2014   | Penrith Panthers           | National Rugby League | 14     | 12     | 3      | -     | -     |
| 2015   | Penrith Panthers           | National Rugby League | 22     | 20     | 5      | -     | -     |
| 2016   | Penrith Panthers           | National Rugby League | 24     | 52     | 13     | -     | -     |
| 2017   | Penrith Panthers           | National Rugby League | 25     | 32     | 8      | -     | -     |
| 2018   | Penrith Panthers           | National Rugby League | 23     | 44     | 11     | -     | -     |
| 2019   | Gold Coast Titans          | National Rugby League | 21     | 20     | 2      | 6     | -     |
| 2020   | Gold Coast Titans          | National Rugby League | 20     | 4      | 1      | -     | -     |
| 2021   | Gold Coast Titans          | National Rugby League | 1      | -      | -      | -     | -     |